# Buket Pala (Peureulak)
Buket Pala is een bestuurslaag in het regentschap Aceh Timur van de provincie Atjeh, Indonesië. Buket Pala telt 1016 inwoners (volkstelling 2010).